# Mtwara Rural (huyện)
Mtwara Rural là một huyện thuộc vùng Mtwara, Tanzania. Thủ phủ của huyện Mtwara Rural đóng tại Mtwara. Huyện Mtwara Rural có diện tích 3597 ki lô mét vuông. Đến thời điểm điều tra dân số ngày 25 tháng 8 năm 2002, huyện Mtwara Rural có dân số 204157 người.